# 向风群岛 (佛得角)

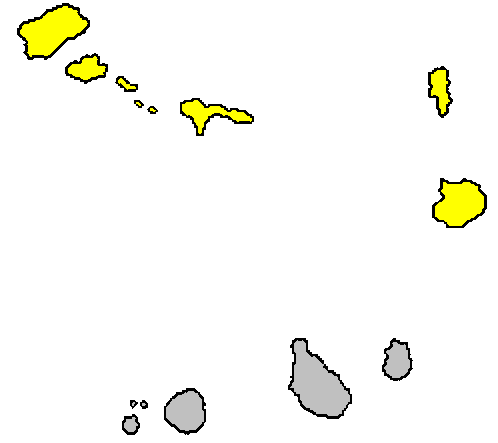
向风群岛(黄色)

向风群岛（葡萄牙語：Ilhas de Barlavento）是西非岛国佛得角北部的一组岛群，因常年迎着东北方向吹来的信风而得名。主要包括圣安唐岛、圣维森特岛、圣卢西亚岛、圣尼古劳岛、博阿维斯塔岛和萨尔岛等岛屿。